# Hans Andersin
Hans Emil Andersin, född 9 augusti 1930 i Säkkijärvi, Viborgs län, död 24 oktober 2010 i Helsingfors, var professor i databehandling vid Tekniska högskolan i Helsingfors och en pionjär i informationteknologi i Finland med stort inflytande i många roller under sin 40 år långa arbetskarriär.
Andersin blev diplom-ingenjör i teknisk fysik vid Tekniska högskolan år 1954. Andersin var sekreterare för Matematiikkakonekomitea (1954–1960) som började bygga den första datorn i Finland vid namnet ESKO. ESKO-datorn slutfördes inte först och Andersin blev anställd av IBM Finland år 1956 som försäljare av datorer.
Andersin blev teknologie doktor 1969 och utnämndes år 1970 som den första professorn i databehandling vid Tekniska högskolan. Andersin började 1978 som chef för Valmets automationsavdelning. År 1986 återvände Andersin till Teknisk högskolan som professor i produktionsinformationsteknik.
Under 2000-talet arbetade Andersin för att starta en nordisk konferens om informationsteknikens historia.
Andersins andra intressen var släktforskning och historieforskning samt Viborg - särskilt stadens svenska och finländska förflutna. Andersin publicerade många böcker och artiklar. Under 2000-talet var han chefredaktör för Wiborgs Nyheter och ordförande för Helsingfors Släktforskare.
Familjen Andersin förvaltade Niemenlauta herrgård i Säkkijärvi.

## Utmärkelser
- Riddartecknet av I klass av Finlands Vita Ros’ orden[4]

[Redigera Wikidata]